# Ergänzungstransportgeschwader
Das Ergänzungstransportgeschwader war ein Verband der Luftwaffe der Wehrmacht im Zweiten Weltkrieg. Als Ergänzungstransportgeschwader, ausgestattet mit Transportflugzeugen vom Typ Arado Ar 232, Junkers Ju 52/3m, Lioré & Olivier LeO 45, Messerschmitt Me 323, Savoia-Marchetti SM.75, Savoia-Marchetti SM.81, Savoia-Marchetti SM.82, Savoia-Marchetti SM.90 und Savoia-Marchetti SM.95, diente es frisch ausgebildeten oder rekonvaleszenten Transportfliegern zur Gewöhnung an die Frontbedingungen, bevor diese in reguläre Transportgeschwader versetzt wurden. Es wurde am 22. Juli 1944 aufgelöst.

## Geschichte
Der Geschwaderstab und die I. Gruppe bildeten sich am 20. März 1943 aus der Ergänzungstransportgruppe in Schönwalde. (Lage) Die II. Gruppe entstand am gleichen Tag in Eger. (Lage)
Das Geschwader flog mit Transportflugzeugen des Typs Arado Ar 232, Junkers Ju 52/3m, Lioré & Olivier LeO 45, Messerschmitt Me 323, Savoia-Marchetti SM.75, Savoia-Marchetti SM.81, Savoia-Marchetti SM.82, Savoia-Marchetti SM.90 und Savoia-Marchetti SM.95 und war dem XIV. Fliegerkorps unterstellt.
Der Geschwaderstab, die I. und die II. Gruppe wurden am 22. Juli 1944 aufgelöst. Teile des Geschwaders bildeten die neue Ergänzungstransportgruppe.

## Kommandeure

### Geschwaderkommodore
| Dienstgrad | Name          | Zeit                               |
| ---------- | ------------- | ---------------------------------- |
| Major      | Kurt Fabiunke | 20. Oktober 1943 bis 22. Juli 1944 |

### Gruppenkommandeure
I. Gruppe
- Hauptmann Hans-Hermann Brambach, 20. Oktober 1943 bis 22. Juli 1944[7]

II. Gruppe
- Major Ferdinand Muggenthaler, 20. Oktober 1943 bis April 1944[8]
- Major Erich Reymann, April 1944 bis 22. Juli 1944[9]